# Арма, Айи Квеи
Айи Квеи Арма (англ. Ayi Kwei Armah; род. 28 октября  1939, Секонди-Такоради, Британский Золотой Берег) — ганский писатель, пишущий на английском языке. Известен книгой «Прекрасные ещё не родились». Оказал большое влияние на развитие англоязычной литературы Африки.

## Биография

### Детство и образование
Арма родился в портовом городе Секонди-Такоради в Гане в семье Фанте-говорящих родителей, происходящих по отцовской линии из королевской семьи Га. Отучившись в школе Ачимота, в 1959 году он покинул Гану, чтобы посещать школу Гроутон, штат Массачусетс и после её окончания поступил в Гарвардский университет, где изучал социологию.

### Начало творческого пути
По окончании университета переехал в Алжир и работал там переводчиком в журнале Революционная Африка. В 1964 году Арма вернулся в Гану, где работал в качестве сценариста для ганского телевидения, а затем преподавал английский язык в школе Навронго.
В первом романе Прекрасные ещё не родились (The Beautiful Ones Are Not Yet Born, 1968) он создал обобщающую картину социальной жизни Ганы, достигшей независимости, поставил острые проблемы развития молодых государств. В романе Осколки (The Fragments, 1970) нарисована сатирическая картина развивающегося африканского общества. Действие романа Почему мы так благословенны? (Why Are We So Blest?, 1972) происходит в вымышленной стране Конгерии в период её борьбы за независимость. Социально-исторический фон передан в беллетризованном очерке истории Африканского континента Две тысячи сезонов (Two Thousand Seasons, 1973).
Действие романа Целители (The Healers, 1978) происходит во второй половине XIX в., когда английские колонизаторы, в попытке захватить территорию Золотого Берега, встретили отпор со стороны государства Ашанти. Люди, называющие себя «целителями», призывают африканцев покончить с внутренними распрями и сплотиться для отпора иноземным поработителям. Своеобразна манера повествования: автор мастерски пользуется приёмами устной литературной традиции гриотов — народных сказителей и историков для воссоздания прошлого Африканского континента.

## Произведения
- African Socialism: Utopian or Scientific, 1967 (Présense Africaine 64)
- The Beautiful Ones Are Not Yet Born, 1968 (нем. пер. Die Schönen sind noch nicht geboren)
- The Offal Kind, 1969 (short stories)
- Fragments, 1970 — Pirstaleita (фин. пер. Seppo Loponen)
- Why Are We So Blest?, 1972 — Mistä meille tämä armo? (фин. пер. Seppo Loponen)
- Two Thousand Seasons, 1973
- The Healers, 1978
- The Caliban Complex, 1985 (West Africa, March 18 and 25)
- The Festival Syndrome, 1985 (West Africa, April 15)
- Dakar Hieroglyphics, 1986 (West Africa, May 19)
- Doctor Kamikaze, 1989 (short stories)
- Восход Осириса, 1995
- Hieroglyphics for Babies, 2002 (with Aboubacry Mousa Lam)
- KTM: In the House of Life, 2002

## Публикации на русском языке
- Целители. Роман. Пер. А.Сергеева — М: Прогресс. 1982, 328 с.
- Осколки. Роман. Пер. А. Кистяковского, М. Лорие // Избранные произведения писателей Тропической Африки. — М: Прогресс (Библиотека избранных произведений писателей Азии и Африки), 1979. с. 5-184
- Африканская легенда. Пер. И. Тогоевой. Амулет Яу Ману. Пер. В. Перехватова. Отбросы. Пер. В. Перехватова. Новеллы // Ганская новелла. — М: Известия (Библиотека журнала «Иностранная литература»). 1987, с. 9-41